# Marc-Antoine Lemoyne
Marc Antoine Lemoyne, né le 15 août 1741 à Roucy (Aisne), mort le 19 avril 1817 à Rouen (Seine-Maritime), est un général de brigade de la Révolution française.

## États de service
Il entre en service le 28 octobre 1757, comme enseigne dans le régiment de Champagne, et le 25 juillet 1791, il est chef d’escadron au 22e régiment de cavalerie.
En 1792, et 1793, il sert à l’armée des Alpes, puis à l’armée du Rhin. Il est nommé chef de brigade le 26 janvier 1793, et il est promu général de brigade le 15 mai suivant, à l’armée des Pyrénées orientales. Il est autorisé à prendre sa retraite le 23 décembre 1793.
Il meurt le 19 avril 1817, à Rouen.

## Sources
- (en) « Generals Who Served in the French Army during the Period 1789 - 1814: Eberle to Exelmans »
- Docteur Robinet, Jean-François Eugène et J. Le Chapelain, Dictionnaire historique et biographique de la révolution et de l'empire, 1789-1815, volume 2, Librairie Historique de la révolution et de l’empire, 886 p. (lire en ligne), p. 406.
- (pl) « Napoléon.org.pl »